# Polska Formuła Easter Sezon 1973
1973 – pierwszy sezon Polskiej Formuły Easter. Był rozgrywany w ramach WSMP jako klasa C-IX. Składał się z pięciu eliminacji. Mistrzem został Aleksander Oczkowski (Promot).

## Kalendarz wyścigów
| Runda | Data            | Tor      | Pole position | Najszybsze okrążenie | Zwycięzca (kierowcy) | Zwycięzca (zespoły)         |
| ----- | --------------- | -------- | ------------- | -------------------- | -------------------- | --------------------------- |
| 1     | 22 kwietnia     | Toruń    | ?             | ?                    | Konrad Zagórski      | Automobilklub Śląski        |
| 2     | 1 lipca         | Szczecin | ?             | ?                    | Aleksander Oczkowski | Automobilklub Śląski        |
| 3     | 12 sierpnia     | Schleiz  | ?             | ?                    | Aleksander Oczkowski | Automobilklub Śląski        |
| 4     | 2 września      | Toruń    | ?             | ?                    | Józef Kiełbania      | Automobilklub Świętokrzyski |
| 5     | 13 października | Szczecin | ?             | ?                    | Stefan Jagielski     | Automobilklub Warszawski    |

## Klasyfikacja kierowców
| Legenda oznaczeń w tabelach wyników Wyświetl szablon na nowej stronie | Legenda oznaczeń w tabelach wyników Wyświetl szablon na nowej stronie                                                                     |
| Oznaczenie                                                            | Wyjaśnienie |
| --------------------------------------------------------------------- | --- |
| Złoty                                                                 | Zwycięzca lub mistrzostwo |
| Srebrny                                                               | 2. miejsce lub wicemistrzostwo |
| Brązowy                                                               | 3. miejsce lub II wicemistrzostwo |
| Zielony                                                               | Ukończył, punktował (w klasyfikacji generalnej, gdy zdobył co najmniej jeden punkt na przestrzeni sezonu, poza trzema powyższymi opcjami) |
| Niebieski                                                             | Ukończył, nie punktował (w klasyfikacji generalnej, gdy nie zdobył co najmniej jednego punktu na przestrzeni sezonu)                      |
| Czerwony                                                              | Nie zakwalifikował się (NZ) |
| Czerwony                                                              | Nie prekwalifikował się (NPK) |
| Różowy                                                                | Nie ukończył (NU) |
| Różowy                                                                | Niesklasyfikowany (NS) (w klasyfikacji generalnej, gdy nie został sklasyfikowany w żadnym wyścigu sezonu)                                 |
| Czarny                                                                | Zdyskwalifikowany (DK) |
| Czarny                                                                | Wykluczony (WYK/EX) |
| Biały                                                                 | Nie wystartował (NW) |
| Biały                                                                 | Kontuzjowany (K/INJ) |
| Biały                                                                 | Wyścig odwołany (OD/C) |
| Bez koloru                                                            | Został wycofany (WYC/WD) |
| Bez koloru                                                            | Nie przybył (NP/DNA) |
| Bez koloru                                                            | Nie brał udziału w treningach (NT/DNP) |
| Bez koloru                                                            | Nie został zgłoszony (–) |
| Pogrubienie                                                           | Start z pole position |
| Kursywa                                                               | Najszybsze okrążenie wyścigu |
| †                                                                     | Nie ukończył, ale jego rezultat został zaliczony ze względu na przejechanie więcej niż 90% dystansu wyścigu.                              |
| *                                                                     | Sezon w trakcie |
| 1/2/3                                                                 | Punktowana pozycja w sprincie kwalifikacyjnym                                                                                             |
| Lista systemów punktacji Formuły 1                                    | |

| Poz. | Kierowca             | Zespół                      | TOR | TOR | SLZ | TOR | SZC |
| ---- | -------------------- | --------------------------- | --- | --- | --- | --- | --- |
| 1    | Aleksander Oczkowski | Automobilklub Śląski        | 2   | 1   | 1   | -   | 3   |
| 2    | Józef Kiełbania      | Automobilklub Świętokrzyski | -   | 2   | 2   | 1   | -   |
| 3    | Stefan Jagielski     | Automobilklub Warszawski    | -   | 6   | 3   | 2   | 1   |
|      | Konrad Zagórski      | Automobilklub Śląski        | 1   | -   | 6   | -   | -   |
|      | Marcin Biernacki     | Automobilklub Warszawski    | -   | 5   | 5   | -   | 2   |
|      | Lech Jaworowicz      | Automobilklub Warszawski    | -   | 3   | 4   | -   | -   |
|      | Janusz Zdrojewski    | Automobilklub Warszawski    | 3   | -   | -   | -   | -   |
|      | Maciej Bogusławski   | Automobilklub Warszawski    | -   | -   | -   | 3   | -   |
|      | Otto Bartkowiak      | Automobilklub Śląski        | -   | 4   | -   | -   | -   |